# Cruise for a Corpse
Cruise for a corpse (orig. Croisière Vierte un cadavre) es una aventura gráfica de Delphine Software Internacional, hecho para Amiga, Atari ST y PC de IBM.

## Gameplay
El juego está diseñado como la investigación de un asesinato. El jugador toma el papel de Raoul Dusentier, un famoso inspector de policía francés invitado al barco del multimillonario armador griego Niklos Karaboudjan. Poco después de iniciar el crucero Karaboudjan es asesinado, y la investigación empieza.
El juego tiene muchas referencias a la cultura pop de Francia y Bélgica. Karaboudjan es el nombre de un personaje de Las aventuras de Tintín. Un detalle extraño es que el detective que aparece en la carátula del juego se asemeja a Hércules Poirot, pero el que aparece durante el juego es completamente diferente.
La versión de MS-DOS es jugable en Internet Archive, ScummVM y DOSBox, mientras el Amiga funciona en UAE.

## Recepción
En general, gustó la animación y la historia, pero no tanto los EGA y la "rueda" anti-copia. 